# كيفن براون (لاعب كرة قاعدة)
كيفن براون (بالإنجليزية: Kevin Brown)‏ هو لاعب كرة قاعدة أمريكي، ولد في 5 مارس 1966 في أوروفيل في الولايات المتحدة.

## وصلات خارجية
- كيفن براون (لاعب كرة قاعدة) على موقعبيزبول رفرنس.كوم (الدوري الرئيسي) (الإنجليزية)
- كيفن براون (لاعب كرة قاعدة) على موقعبيزبول رفرنس.كوم (الدوري الثانوي) (الإنجليزية)
- كيفن براون (لاعب كرة قاعدة) على موقع مشجعي الرسوم البيانية (الإنجليزية)